# Michael Beach
Michael Anthony Beach (Roxbury, Massachusetts, 30 de octubre de 1963) es un actor estadounidense. Ha aparecido en las películas Escuela de rebeldes (1989), One False Move (1992), Short Cuts (1993), Waiting to Exhale (1995), Un asunto de familia (1996), y Soul Food (1997). En televisión, hizo el papel protagónico de Monte Parker en la serie Third Watch desde 1999 a 2005.

## Carrera
Su debut en la gran pantalla fue en End of the Line en 1987, junto a Morgan Freeman y Beverly Todd en Escuela de rebeldes (1989). Beach también coprotagonizó películas como Internal Affairs, Cadence (ambas en 1990), One False Move (1992) junto a Cynda Williams, Short Cuts y True Romance (both 1993).
Su carrera despegó en 1995, cuando hizo del marido infiel de Angela Bassett en la comedia Waiting to Exhale. En 1997, hizo del marido infiel de Vanessa L. Williams en la comedia Soul Food. En televisión, hizo el papel recurrente de Al Boulet, el exmarido de Jeanie Boulet (Gloria Reuben) en ER desde 1995 a 1997. Desde 1999 a 2005, Beach fue miembro del reparto de Third Watch, haciendo del paramédico Monte 'Doc' Parker.
Beach tuvo papeles como invitado en Law & Order, Law & Order: Special Victims Unit, Brothers & Sisters, Mentes criminales, Grey's Anatomy, The Closer y The Blacklist. También participó en la serie Crisis en 2014, y tuvo papeles recurrentes en Stargate Atlantis, Sons of Anarchy, The Client List, The Game, Secrets and Lies y Los 100.

## Filmografía

### Películas
| Año  | Título                     | Papel                 | Notas |
| ---- | -------------------------- | --------------------- | ----- |
| 1986 | Calles de oro              |                       |       |
| 1987 | End of the Line            | Alvin                 |       |
| 1987 | Suspect                    | Perdido en el párking |       |
| 1988 | In a Shallow Grave         | Quintus Pearch        |       |
| 1989 | The Abyss                  | Barnes                |       |
| 1989 | Escuela de rebeldes        | Mr. Darnell           |       |
| 1990 | Internal Affairs           | Dorian Fletcher       |       |
| 1990 | Cadence                    | Webb                  |       |
| 1991 | Guilty As Charged          | Hamilton              |       |
| 1991 | Late for Dinner            | Dr. David Arrington   |       |
| 1992 | One False Move             | Pluto                 |       |
| 1997 | Soul Food                  | Miles                 |       |
| 2018 | Deep Blue Sea 2            | Carl Durant           |       |
| 2018 | If Beale Street Could Talk | Frank Hunt            |       |
| 2018 | Aquaman                    | Jesse Kane            |       |
| 2019 | Super Intelligence         | General Gómez         |       |
| 2019 | Rim of the World           | General George Khoury |       |
| 2020 | Inheritance                | Harold Thewlis        |       |
| 2023 | Saw X                      | Henry Kessler         |       |

### Televisión
| Año       | Título                                           | Papel                                              | Notas                                    |
| --------- | ------------------------------------------------ | -------------------------------------------------- | ---------------------------------------- |
| 1986      | Vengeance: The Story of Tony Cimo                | Rudolph Tyner                                      | Película de TV                           |
| 1988      | Weekend War                                      | Wiley                                              | Película de TV                           |
| 1988      | Open Admissions                                  | Calvin                                             | Película de TV                           |
| 1988      | The Street                                       | Shepard Scott                                      |                                          |
| 1989      | ABC Afterschool Special                          | Jake                                               | Episodio: "Taking a Stand"               |
| 1990      | Dangerous Passion                                | Steve                                              | Película de TV                           |
| 1990      | Shannon's Deal                                   | Monty Coles                                        | Episodio: "Inside Straight"              |
| 1991      | Fire: Trapped on the 37th Floor                  | Perez                                              | Película de TV                           |
| 1991      | Gabriel's Rush                                   | Michael Austin                                     | Episode: "Birds Gotta Fly"               |
| 1991      | Quantum Leap                                     | Nathaniel Simpson                                  | Episodio: "Justicia: 11 de mayo de 1965" |
| 1991      | Veronica Clare                                   |                                                    | Episodia: "Deadly Minds"                 |
| 1992      | Another Round                                    | Tyrell                                             | Corto de TV                              |
| 1993      | Evening Class                                    |                                                    | Corto de TV                              |
| 1993      | Final Appeal                                     | Detective Akin                                     | Película de TV                           |
| 1993      | Walker                                           | Randy Warren                                       | Episodio: "Night of the Gladiator"       |
| 1994      | Knight Rider 2010                                | Marshal Will McQueen                               | Película de TV                           |
| 1994      | South Central                                    | Isaiah                                             | 2 episodios                              |
| 1994      | Midnight Run for Your Life                       | Pemberton                                          | Película de TV                           |
| 1994      | NYPD Blue                                        | Oficial Frank Quint                                | 2 episodios                              |
| 1994      | Sweet Justice                                    | Jonah                                              | Episodio: "In the Name of the Son"       |
| 1995      | Sketch Artist II: Hands That See                 | George                                             | Película de TV                           |
| 1995      | Under Suspicion                                  | Detective Desmond Beck                             | 17 episodios                             |
| 1995      | Law & Order                                      | Mr. Elliot                                         | Episodio: "Purple Heart"                 |
| 1995      | Touched by an Angel                              | Sam Mitchell                                       | Episodio: "Reunion"                      |
| 1995-1997 | ER                                               | Al Boulet                                          | 19 episodios                             |
| 1996      | Rebound: The Legend of Earl "The Goat" Manigault | Legrand                                            | Película de TV                           |
| 1997      | Ms. Scrooge                                      | Reverendo Luke                                     | Película de TV                           |
| 1998      | The Wonderful World of Disney                    | Abon Bridges                                       | Episodio: "Ruby Bridges"                 |
| 1999      | Spawn (serie de televisión)                      | Terry Fitzgerald (voz)                             | 3 episodios                              |
| 1999-2005 | Third Watch                                      | Monte Parker                                       | 95 episodios                             |
| 2002      | Critical Assembly                                | FBI Agent Winston                                  | Película de TV                           |
| 2004      | Law & Order: SVU                                 | Andy Abbott                                        | Episodio: "Lowdown"                      |
| 2004-2006 | Justice League Unlimited                         | Mister Terrific (Michael Holt) / Devil Ray (voice) | 6 episodios                              |
| 2006      | Brothers & Sisters                               | Noah Guare                                         | 2 episodios                              |
| 2006      | Without a Trace                                  | Chuck Barr                                         | Episode: "The Calm Before"               |
| 2007      | Shark                                            | Lester Space                                       | Episodio: "Student Body"                 |
| 2007      | Mentes criminales                                | Father Marks                                       | Episodio: "Lucky"                        |
| 2007-2009 | Stargate Atlantis                                | Colonel Abe Ellis                                  | 5 episodios                              |
| 2009      | Numb3rs                                          | Len Walsh                                          | Episodio: "Jacked"                       |
| 2009      | Relative Stranger                                | James Clemons                                      | Película de TV                           |
| 2009      | The Cleaner                                      | Lonnie Simon                                       | 2 episodios                              |
| 2010      | Night and Day                                    | Preston                                            | Película de TV                           |
| 2010      | Gimme Shelter                                    | Pen Favinger                                       | Película de TV                           |
| 2010-2014 | Sons of Anarchy                                  | Taddarius Orwell 'T.O.' Cross                      | 11 episodios                             |
| 2011      | Grey's Anatomy                                   | Mr. Baker                                          | Episodio: "Not Responsible"              |
| 2011      | Justice for Natalee Holloway                     | Agente Delaney                                     | Película de TV                           |
| 2011      | Criminal Minds: Suspect Behavior                 | Detective Wayne Sanderson                          | Episodio: "Death by a Thousand Cuts"     |
| 2011      | The Closer                                       | Coach Rich Carr                                    | Episodio: "Necessary Evil"               |
| 2011      | Partners                                         | Detective Carl Hickman                             | Película de TV                           |
| 2011-2015 | The Game                                         | Roger Keith                                        | 9 episodios                              |
| 2012      | NCIS: Naval Crime Scene Investigation Service    | Metro Detective Robert Flowers                     | Episodio: "A Desperate Man"              |
| 2012      | A Gifted Man                                     | Nicky Davis                                        | Episodio: "In Case of Co-Dependants"     |
| 2013      | Southland                                        | Detective Williams                                 | Episodio: "Reckoning"                    |
| 2013      | Notes from Dad                                   | Manny Gauza                                        | Película de TV                           |
| 2013      | The Client List                                  | Harold Clemens                                     | 7 episodios                              |
| 2014      | Crisis                                           | FBI Director Olsen                                 | 13 episodios                             |
| 2016      | The 100                                          | Charles Pike                                       | 14 episodios                             |